# Oostelijke koeskoes
De oostelijke koeskoes (Pseudocheirus peregrinus) is een zoogdier uit de familie van de kleine koeskoezen (Pseudocheiridae). De wetenschappelijke naam van de soort werd voor het eerst geldig gepubliceerd door Pieter Boddaert in 1785.

## Kenmerken
De bovenkant van het lichaam is meestal grijsbruin, de flanken zijn roodachtig, de onderkant is wit. De West-Australische dieren hebben een donkerdere rug en de gele flanken ontbreken en bij de ondersoort pulcher uit de regenwouden van het noorden is de bovenkant volledig oranje van kleur. De grijpstaart is grotendeels grijsachtig, maar de punt is wit. De kop-romplengte bedraagt 320 tot 380 mm, de staartlengte 300 tot 380 mm en het gewicht 660 tot 900 g.

## Leefwijze
Deze soort is 's nachts actief, leeft in bomen en is sociaal (hij vormt familiegroepen). De oostelijke koeskoes eet bladeren, bloemen en fruit. In het noorden gebruikt hij voornamelijk boomholtes voor beschutting; in het zuiden bouwt het dier vaak een rond nest van boombast, twijgen en bladeren.

## Verspreiding
Deze soort komt voor in Australië. Het belangrijkste deel van de verspreiding is langs de oostkust van de punt van het Kaap York-schiereiland tot het zuidoosten van Zuid-Australië, maar er zijn geïsoleerde populaties op Tasmanië en op Kangaroo Island, Kingeiland en Flinderseiland.

## Voortplanting
De paartijd is van april tot november. Er worden twee jongen geboren (behalve bij de West-Australische populatie, waar de vrouwtjes meestal maar één jong krijgen). Deze soort komt voor in allerlei soorten bos.

## Soortenbeschrijving
De oostelijke koeskoes is een van de twee soorten van het geslacht Pseudocheirus, samen met de West-Australische soort Pseudocheirus occidentalis, die soms tot dezelfde soort worden gerekend. Pseudocheirus omvatte eens alle kleine koeskoezen behalve de reuzenkoeskoes. De Queenslandkoeskoes, de rotskoeskoes en de soorten van Pseudochirops werden in 1988 van Pseudocheirus gescheiden, gevolgd door Pseudochirulus in 1995.

## Ondersoorten
Er worden vier zeer verschillende ondersoorten erkend, die mogelijk aparte soorten vertegenwoordigen.
- Pseudocheirus peregrinus pereginus (Boddaert, 1785) – komt voor in noordoostelijk Australië, van het Kaap York-schiereiland tot zuidoostelijk Queensland
- Pseudocheirus peregrinus convolutor (Schinz, 1821) – komt voor op Tasmanië en eilanden in Straat Bass.
- Pseudocheirus peregrinus cookii (Desmarest, 1817) – komt voor in zuidoostelijk Australië, van centraal New South Wales tot Zuid-Australië.
- Pseudocheirus peregrinus pulcher (Matschie, 1915) – komt voor in oostelijk Australië, van zuidoostelijk Queensland tot centraal New South Wales.